# Episodi di The Bob Cummings Show (quinta stagione)
La quinta stagione della serie televisiva The Bob Cummings Show è andata in onda negli Stati Uniti dal 23 settembre 1958 al 23 settembre 1958 sulla NBC.
| nº | Titolo originale                      | Prima TV USA      |
| -- | ------------------------------------- | ----------------- |
| 1  | Bob and Schultzy Reunite              | 23 settembre 1958 |
| 2  | Bob and the Dumb Blonde               | 30 settembre 1958 |
| 3  | Bob Helps Anna Maria                  | 7 ottobre 1958    |
| 4  | Bob and the Ravishing Realtor         | 14 ottobre 1958   |
| 5  | Bob Restores Male Supremacy           | 21 ottobre 1958   |
| 6  | Grandpa Clobbers the Airforce         | 11 novembre 1958  |
| 8  | Bob in Orbit                          | 18 novembre 1958  |
| 9  | Bob Becomes a Stage Uncle             | 25 novembre 1958  |
| 10 | Bob Butters Beck, Beck Butters Better | 2 dicembre 1958   |
| 11 | Collins the Crooner                   | 9 dicembre 1958   |
| 12 | Bob Judges a Beauty Pageant           | 16 dicembre 1958  |
| 13 | Bob Plays Margaret's Game             | 23 dicembre 1958  |
| 14 | Grandpa Moves West                    | 30 dicembre 1958  |
| 15 | Bob's Boyhood Love Image              | 6 gennaio 1959    |
| 18 | Bob vs. Linkletter                    | 27 gennaio 1959   |
| 19 | Bob Meets Mamie Van Doren             | 3 febbraio 1959   |
| 20 | Bob, the Babysitter                   | 17 febbraio 1959  |
| 21 | Bob Seeks a Wife                      | 24 febbraio 1959  |
| 25 | Bob Goes Western                      | 24 marzo 1959     |
| 28 | Bob and the Ballet                    | 21 aprile 1959    |
| 34 | Bob and the Pediatrician              | 9 giugno 1959     |
| 35 | Bob Gets Hypnotized                   | 16 giugno 1959    |
| 38 | Bob Clashes with Ken                  | 7 luglio 1959     |

## Bob and Schultzy Reunite
- Prima televisiva: 23 settembre 1958

### Trama
- Guest star: Barbara Nichols (Marian Billington), Steven Marlo (Steve), Mike Road (Frank), Kathleen Hughes (Mildred), Jack Holland (Mr. Williams)

## Bob and the Dumb Blonde
- Prima televisiva: 30 settembre 1958

### Trama
- Guest star: Barbara Nichols (Marian Billington), Dick Wesson (Frank Crenshaw), Lisa Davis (Patricia Mason), Dorothy Johnson (Harriet Wyle), Henry Kulky (The Wrestler)

## Bob Helps Anna Maria
- Prima televisiva: 7 ottobre 1958

### Trama
- Guest star: Alan Reed (J.D. Hafter), Benny Baker (Hafter's Stooge), Anna Maria Alberghetti (se stessa), Sheilah Graham (se stessa)

## Bob and the Ravishing Realtor
- Prima televisiva: 14 ottobre 1958

### Trama
- Guest star: King Donovan (Harvey Helm), Mimi Walters (Maime Drucker), Kevin Burke (Mr. Drucker), Elena Verdugo (Janice Tuttle)

## Bob Restores Male Supremacy
- Prima televisiva: 21 ottobre 1958

### Trama
- Guest star:

## Grandpa Clobbers the Airforce
- Prima televisiva: 11 novembre 1958

### Trama
- Guest star:

## Bob in Orbit
- Prima televisiva: 18 novembre 1958

### Trama
- Guest star: Clarence A. Shoop (generale Shoop), John Hoyt (generale Frank Tallman), Robert Foulk (Air poliziotto), Eddie Quillan (sergente), Lisa Gaye (Collette DuBois)

## Bob Becomes a Stage Uncle
- Prima televisiva: 25 novembre 1958

### Trama
- Guest star: Ozzie Nelson (Ozzie Nelson), Frances Pasco (Thelma), Gale Robbins (Philippa)

## Bob Butters Beck, Beck Butters Better
- Prima televisiva: 2 dicembre 1958

### Trama
- Guest star: Lisa Davis (Peggy Davis), Suzanne Lloyd (Gwendolyn), Jann Darlyn (Jane), Fred Beck (Fred Beck), George Burns (George Burns)

## Collins the Crooner
- Prima televisiva: 9 dicembre 1958

### Trama
- Guest star: Nancy Kulp (Pamela Livingstone), King Donovan (Harvey Helm), Kathleen Freeman (Bertha Krause), Rose Marie (Martha Randolph)

## Bob Judges a Beauty Pageant
- Prima televisiva: 16 dicembre 1958

### Trama
- Guest star: Peter Lawford (se stesso), Rose Marie (Martha Randolph), Sidney Miller (Roscoe Dewitt), Nancy Kulp (Pamela Livingstone), Madge Blake (Florence Patterson), Robert Burton (generale Patterson), Dorothy Johnson (Harriet Wyle)

## Bob Plays Margaret's Game
- Prima televisiva: 23 dicembre 1958

### Trama
- Guest star: Barbara Lang (moglie di Doris Monroe), Anne Neyland (Gwendolyn), Benny Rubin (The Caterer)

## Grandpa Moves West
- Prima televisiva: 30 dicembre 1958

### Trama
- Guest star: Lyle Talbot (Paul Fonda), Joan Tabor (Miss Holland), Charles Cantor (The Motel Manager), Isabel Withers (The Motel Manager), Murray Alper (Cabbie)

## Bob's Boyhood Love Image
- Prima televisiva: 6 gennaio 1959

### Trama
- Guest star: Rose Marie (Martha Randolph), Joi Lansing (Shirley Swanson), Barbara Darrow (Lola), Dorothy Johnson (Harriet Wyle), Edward Earle (The Justice)

## Bob vs. Linkletter
- Prima televisiva: 27 gennaio 1959

### Trama
- Guest star: Elvia Allman, Lisa Gaye (Collette DuBois), Art Linkletter (se stesso), Jack Linkletter (se stesso)

## Bob Meets Mamie Van Doren
- Prima televisiva: 3 febbraio 1959

### Trama
- Guest star: Rose Marie (Martha), Mamie Van Doren (Mamie Van Doren)

## Bob, the Babysitter
- Prima televisiva: 17 febbraio 1959

### Trama
- Guest star: Sheila James Kuehl, Joi Lansing (Shirley Swanson), Margie Liszt, Suzanne Lloyd, Tammy Marihugh (Tammy Johnson), Ruth Stillman

## Bob Seeks a Wife
- Prima televisiva: 24 febbraio 1959

### Trama
- Guest star: Lisa Gaye

## Bob Goes Western
- Prima televisiva: 24 marzo 1959

### Trama
- Guest star: Rose Marie (Martha), Tammy Marihugh (Tammy Johnson), George Montgomery (se stesso)

## Bob and the Ballet
- Prima televisiva: 21 aprile 1959

### Trama
- Guest star: Sylvia Lewis (Natasha)

## Bob and the Pediatrician
- Prima televisiva: 9 giugno 1959

### Trama
- Guest star: Valerie Allen, Anne Jeffreys (dottor Lisa Beaumont), Tammy Marihugh (Tammy Johnson), Herbert Rudley

## Bob Gets Hypnotized
- Prima televisiva: 16 giugno 1959

### Trama
- Guest star: Valerie Allen, Anne Jeffreys (dottor Lisa Beaumont), Tammy Marihugh (Tammy Johnson), Herbert Rudley

## Bob Clashes with Ken
- Prima televisiva: 7 luglio 1959

### Trama
- Guest star: William A. Forester, Betty Lou Gerson (se stessa), Suzanne Lloyd, Babe London, Ken Murray (se stesso), Anne Neyland